# Paulinho da Viola (1975)
Paulinho da Viola é o sétimo álbum de estúdio do sambista carioca Paulinho da Viola, lançado em 1975.

## Faixas
Lado A
1. E a vida continua 	(Madeira, Zorba Devagar)
2. Argumento 	(Paulinho da Viola)
3. Vida 	(Élton Medeiros, Paulinho da Viola)
4. Nova alegria 	(Élton Medeiros, Paulinho da Viola)
5. Amor à natureza 	(Paulinho da Viola)

Lado B
1. Jaqueira da Portela 	(Zé Keti)
2. Mensagem de adeus 	(Paulinho da Viola)
3. Cavaco emprestado 	(Padeirinho)
4. Chuva 	(Paulinho da Viola)
5. Nada se perdeu	(Paulinho da Viola)
6. Deixa rolar 	(Sidney Miller)

## Ficha técnica
- Direção de produção: Mariozinho Rocha
- Direção artística: Milton Miranda
- Direção técnica: J. Z. Merky
- Direção musical: Maestro Gaya
- Técnico de gravação: Toninho
- Técnico de remixagem: Nivaldo Duarte
- Técnico de laboratório: Osmar Furtado
- Foto: Lena Trindade
- Capa: Elifas Andreato

Músicos:
- Paulinho da Viola: voz, violão e cavaquinho
- Elton Medeiros: ritmo
- Marçal: cuíca e ritmo
- Elias: ritmo
- Luna: ritmo
- Dazinho: ritmo
- Waltinho: bateria e ritmo
- Dininho: baixo e violão tocado como baixo
- Cesar: violão
- Copinha: flauta e clarinete
- Cristóvão: piano, piano elétrico e violão
- Toninho: cavaquinho